# 菅田俊
菅田 俊（すがた しゅん、1955年2月17日 - ）は、日本の俳優。山梨県富士吉田市出身（出生は山形県）。ティー・アーティスト所属。身長187センチメートル。

## 来歴・人物
山形県に生まれるが、発電所勤務の父の都合で山中湖畔で育つ。山梨県立吉田高等学校、東京経済大学卒業。高校時代はサッカーに熱中する一方で、高倉健の映画に心酔。大学時代は、コロナ2000GTで土曜夜に走り屋として過ごした。並行して18歳から21歳にかけては、当時流行のヤクザ映画の世界に憧れて的屋の一員としても働いた。
大学卒業後は不動産会社に就職し、ゴルフ場で働く会社員になるが、勝新太郎や菅原文太に憧れ、高校時代より師事していた詩人の竹内てるよの口添えで東映プロデューサーの俊藤浩滋を紹介してもらい、東映へ出入りするようになる。当初は本名のまま『電子戦隊デンジマン』『特捜最前線』などのテレビドラマに端役として出演。
やがて、菅原の付き人となり、菅原文太の「菅」、鶴田浩二の「田」、俊藤浩滋の「俊」を貰い、芸名を「菅田 俊」とする。
ボディビルダーと腕相撲した際に相手の腕をへし折った強さを誇り、菅原の付き人は用心棒を兼任したものではとの声もあったが、3年目に撮影現場で高倉健に呼ばれて「付き人は一生付き人のままだぞ」と言われ、「菅原のオヤジとケンカして」破門となる（その後、破門は解かれ、菅原が山梨県で農業を始めると菅田も手伝いに行った）。
1980年から放映の『仮面ライダースーパー1』のスーパー1 / 沖一也役のオーディションでは最終選考まで残っていたことが縁で、1982年に村雨良 / 仮面ライダーZX役に抜擢され、児童誌のグラビアとイベントショーの展開に参加することとなる。児童誌での展開が終了した後の1984年正月、テレビ特番として映像化された『10号誕生!仮面ライダー全員集合!!』で、テレビドラマとしては初の主役を演じる。
その後、飲み屋で松田優作らが語っていたアクターズ・スタジオを見るために渡米し、帰国後は東映を離れて27歳で唐十郎率いる劇団・状況劇場に入団し、活動の中心を舞台に移す。演劇時代には唐十郎についていくために大量の読書で演劇理論を学び、読書で得た知識で理論的に役を解釈する。30歳のときに唐とふたりで劇団「唐組」を結成して、下町唐座の舞台に立った後、東京乾電池に所属を移し、ふたたび映像の仕事を始めることとなる。1987年、長谷部安春監督の映画『あぶない刑事』において屈強な傭兵・豹藤幸次郎役で出演し、この悪役を好演したことで以後、テレビや映画では主に悪役を演じるようになった。
先輩の片桐竜次の誘いで1989年には東映Vシネマに出演するようになり、以後40本以上に出演。ヤクザを多く演じたが、かつて的屋で働いていたときに知り合った人たちを参考にしたという。オリジナルビデオの世界で、黒沢清や室賀厚、福岡芳穂といった監督との出会いを得る。1992年には『事件屋稼業』で映画初主演を果たす。この間、テレビドラマでは、『追いかけたいの!』『愛してるよ!先生』『鞍馬天狗』『ニュースなあいつ』『家なき子2』などにレギュラー出演した。
1993年、東映のメタルヒーローシリーズ『特捜ロボ ジャンパーソン』に敵役であるビルゴルディこと帯刀龍三郎役で準レギュラー出演。他の作品も掛け持ちしていたため、その合間に出られるならとのことでオファーを承諾したという。
2001年に役者仲間らを集めて「劇団東京倶楽部」を結成し、年1回の舞台を行っている。
2003年、ハリウッド映画『キル・ビル Vol.1』『ラスト サムライ』に出演し、以後海外作品での活躍の場が増える。
太田プロを経て、2007年よりティー・アーティストに所属し、コワモテのヤクザや刑事からコミカルな役柄まで幅広くこなせる個性派俳優として活躍する。長年、脇役を中心に演じてきたが、2009年には『ポチの告白』『TOCHKA』の2本の主演映画が公開された。特に、『ポチの告白』の主人公の警官は菅田を当て書きしたものである。
特技は、殺陣、サッカー。大杉漣とはサッカー仲間で「イワシクラブ」というサッカーチームを一緒に結成している。

## エピソード
『特捜ロボ ジャンパーソン』では、変身後のビルゴルディをマスク無しの状態で演じることもあったが、ジャンパーソンのスーツアクターを務めた横山一敏はすごく動けると評価していた。
2005年12月にひったくり犯の逮捕に協力したとして、翌年の2月に警視庁目白署から表彰を受けた。本人によると自転車での帰宅途中であり、池袋で「ひったくりだ」との声を聞いて巻き込まれないようにしようと思ったが、路地に走る影が見えたので自転車を置いて回り込み、鉢合わせた犯人を取り押さえたという。

### 『仮面ライダーZX』関連
俳優を目指して東映本社を訪れた当時、関係者から東映のスターが載ったカレンダーに載ることを目標に頑張れと言葉をかけられ、そのカレンダーに仮面ライダーも載っていたことから、仮面ライダーには特別な想いを抱いていた。
『ZX』の前作品『仮面ライダースーパー1』の最終オーディションまで残り、実際に仮面ライダースーパー1 / 沖一也 役を演じた高杉俊价がレンジャー部隊出身でその経験を生かした特技を披露したことに驚き、彼に勝つためには自分も屋上から飛び降りるぐらいのことはしなくちゃいけないだろうという意気込みで挑んだ。当時の東映のプロデューサーだった平山亨から、後年にオーディションで高杉にほぼ決まっていたとのエピソードを聞いたことを明かしている。
その後、平山に見込まれて『ZX』の主人公の村雨良 / 仮面ライダーZX 役に選ばれた。しかし、テレビ放送が予定されていない企画のために低予算で、衣裳もバイクも自前だった。そのうえ、直前には映画『制覇』に出演していたため、髪型がパンチパーマであった。また、映画での役作りのために太っていたことから、毎日8キロメートルを走ったり、JACの友人と立ち回り練習を行うなどして、15キログラムの減量を行った。
ステージ『仮面ライダーZXショー』への出演時、敵役の人たちが手弁当で出演していたのを見て「自分も頑張らねば」と演じていたという。それを見に来ていた平山が、財布から「少ないけど」と3万円を渡してくれた。それがうれしかったと後に懐古しており、その小遣いはとても申し訳なく今でもそのままにしているという。
インタビューでは「またZXをやりたい」と答えており、2010年には『仮面ライダーバトル ガンバライド』でZXの声を担当している。2012年1月に行われたトークショーでは、裏話や変身ポーズを披露した。
2014年3月公開の『平成ライダー対昭和ライダー 仮面ライダー大戦 feat.スーパー戦隊』で約30年ぶりに村雨 / ZX 役を演じた後、2023年配信の『ギーツエクストラ 仮面ライダータイクーン meets 仮面ライダーシノビ』でも同役を演じた際には、亡き平山への思いなどを述べた。

## 出演

### テレビドラマ
- 大激闘マッドポリス'80（1980年、NTV）
  - 第3話「狙撃者を撃て」
  - 第7話「地下銀行襲撃」
  - 第14話「ハンター・キラー」
- スーパー戦隊シリーズ（ANB→EX）
  - 電子戦隊デンジマン 第39話「女王怒りの妖魔術」（1980年） - 秋本
  - 炎神戦隊ゴーオンジャー GP-13「侠気（おとこぎ）マンタン」（2008年） - ドックーゴ親分
- 警視庁殺人課（1981年、ANB）
  - 第15話「日米暗黒街・息子よ、私を撃って」
  - 第23話「六本木殺人事件 謎の女マリア」 - 白井信夫
- 特捜最前線（ANB）
  - 第206話「アイドル歌手恐喝事件!」（1981年）
  - 第244話「消えた聖女・恐怖の48時間!」（1982年） - 室戸
- それゆけ!レッドビッキーズ 第34話「スカウトされたミルク!!」（1981年、ANB）
- 火曜サスペンス劇場（NTV）
  - たそがれに標的を撃て（1982年）
  - 浅見光彦ミステリー7 備後路殺人事件（1990年）
  - 小京都ミステリー12 みちのく酒田殺人事件（1994年）
  - 外科医・有森冴子 II 告知（2000年） - 刑事
- 男たちの旅路スペシャル 戦場は遙かになりて（1982年、NHK総合）
- 幸福の黄色いハンカチ 第3話（1982年、TBS）
- 銀河テレビ小説 / パパ スカートはいてよ（1983年、NHK）
- バッテンロボ丸 第25話「星の妖精さんコンニチワ」（1983年、CX）
- 10号誕生!仮面ライダー全員集合!!（1984年、MBS） - 主演・村雨良 / 仮面ライダーZX
- あきれた刑事 第11話「桃色吐息」（1988年、NTV） - 山城組幹部三田
- ベイシティ刑事 第14話「身替わり殺人・炎の中に消えた女」（1988年、ANB）
- 教師びんびん物語 第11話「オレの生徒に手を出すな!!」、第12話「小学校が消える日」（1988年、CX）
- 男たちの激突!（1988年、CX）
- もっとあぶない刑事 第1話「多難」（1988年、NTV） - 宮崎
- 追いかけたいの!（1988年、CX） - 長州力丸
- 教師びんびん物語II 第11話「お母さんごめんね」、第12話「子供が消えた学校」（1989年、CX） - 新聞記者
- あいつがトラブル VOL.5「暴走デカは誘拐犯より怖い!」（1989年、、CX）
- 世にも奇妙な物語 / ロッカー（1990年、、CX） - 刑事
- 勝手にしやがれヘイ!ブラザー 第15話（1990年、NTV）
- お嬢さん、殺人にご用心!（1990年、、CX）
- DRAMADAS / ここから先は戦争です（1990年、KTV）
- 火曜ミステリー劇場 / 西村寿行ミステリー 犬笛（1990年、ANB）
- 愛してるよ!先生（1990年、TBS）
- 鬼平犯科帳 第2シリーズ 第9話「本門寺暮雪」（1990年、CX） - 凄い奴
- ドラマチック22 / 新米リポーター物語（1990年、TBS）
- 男と女のミステリー / 横溝正史シリーズ 獄門島（1990年、CX） - 清水巡査
- 鞍馬天狗（1990年 - 1991年、TX） - 土方歳三
- 幕府お耳役檜十三郎 第3話「紫袱紗に包まれた謎」（1991年、TX）
- しゃぼん玉（1991年、CX）
- 俺たちルーキーコップ 第3話「大好走」（1992年、TBS）
- 逃亡者 第3話「しあわせの約束…」（1992年、CX）
- ニュースなあいつ（1992年、YTV） - 東精作
- 本当にあった怖い話 / マタニティドレス（1992年、ANB）
- 金曜ドラマシアター / 鍵師（1993年、CX）
- 悪魔のKISS（1993年、CX）
- メタルヒーローシリーズ（ANB） - 帯刀龍三郎 / ビルゴルディ
  - 特捜ロボ ジャンパーソン（1993年 - 1994年）
  - 重甲ビーファイター - 第52話「集結!! 3大英雄」、第53話「翔け!! 英雄達」（1996年）
- 月曜ドラマスペシャル（TBS）
  - 早乙女千春の添乗報告書 萩・津和野湯けむりツアー殺人事件（1997年）
  - 人間交差点 冬の遊園地（1994年）
  - 流れ星お銀! 事件解決いたします（2000年） - トラック運転手
- 愛の天使（1994年、THK） - 滝本魁夷
- 金曜エンタテイメント（CX）
  - 金田一耕助シリーズ5 犬神家の一族（1994年） - 巡査
  - 横溝正史シリーズ 八つ墓村（1995年） - 田治見久弥
  - 美人三姉妹温泉芸者が行く!1 那須なみだ雪殺人事件（1995年） - 高原浩一（代議士）
  - 世にも奇妙なミステリー 消えたサラリーマン（1996年）
  - 横溝正史サスペンス 女怪（1996年）
  - 女医レイカ（1999年）
  - 踊る! 親分探偵（2005年） - 馬場島
- 家なき子2（1995年、NTV） - 月田
- 刑事追う! - 第10話「消された情報屋」（1996年、TX）
- 幽霊のドロボー日記（1996年、CX）
- 石光真清の生涯（1998年、NHK-BS2）
- あぶない刑事フォーエヴァー TVスペシャル'98（1998年、NTV） - 寺西刑事
- 新選組血風録 第10話「近藤・土方・沖田、最後の別れ」（1998年、ANB） - 戸沢鷲郎
- はみだし刑事情熱系III 第18話「兵吾と玲子 離婚の理由と許されぬ愛」（1999年、ANB）
- OUT〜妻たちの犯罪〜（1999年、CX） - 警察署長
- 天使のマラソンシューズ（1999年、NHK）
- 永遠の仔 第一話「生きてていいんだよ」（2000年、NTV）
- 天使が消えた街（2000年、NTV）
- 花村大介（2000年、KTV） - 岡田
- 剣客商売 第2シリーズ 第9話「隠れ蓑」（2000年、CX） - 六郷左門
- 月曜ミステリー劇場（TBS）
  - 税務調査官・窓際太郎の事件簿7（2001年） - 黒川興業 社長 黒川勝美
  - 上条麗子の事件推理 死を呼ぶ離婚慰謝料!（2001年） - 武田
- 八丁堀の七人（ANB→EX）
  - 第3シリーズ 第1話「対決! 北町の剃刀VS南町の狼」（2002年） - 南町与力 服部左内
  - 第5シリーズ 第1話「美人女将が仕組んだ罠! 悲しい過去が殺意を招く」（2004年） - 岩城伝七郎
- The Apartment 第8話（2002年、BS-i）
- 愛なんていらねえよ、夏 第10話「THE LAST 1 光の差す方へ -Autumn has come-」（2002年、TBS）
- ぼくの魔法使い 第10話「変身×妊娠＝離婚」（2003年、NTV） - サクマ
- 特命係長 只野仁 第3話「仇討ち」（2003年、ANB） - 飯島
- 異議あり!女弁護士大岡法江（2004年、EX） - 草場敬太郎（刑事）
- ダムド・ファイル シーズンIII file no.0030「テレビ局（第三章） 中区」（2004年、NBN） - 杉田
- アットホーム・ダッド 第8話「主夫老い易く 学成り難し」（2004年、KTV） - 津村幸彦
- 女と愛とミステリー / 轟法律事務所 見えない絆（2004年、TX） - 利根川宏
- 陰陽少女（2004年、TBK） - 鍛冶ヨシト
- 忠臣蔵（2004年、EX） - 塩山伊左衛門
- 弟 第3夜「スター誕生」（2004年、EX）
- 宿命（2004年、WOWOW）
- 土曜ワイド劇場（EX）
  - 京都花の宿殺人事件　奥嵯峨に消えた婚約者（1988年）
  - 温泉マル秘大作戦2（2005年） - 角沢敏夫
  - 天才刑事・野呂盆六 〜スワンの涙〜（2007年） - 阿武隈寅三 警部
  - 女刑事 凍える牙（2010年） - 金井刑事
  - 西村京太郎トラベルミステリー59（2013年） - 大崎警部
  - ホゴカン 熱血保護司・村雨晃司の事件簿（2013年） - 原光太郎
- 名奉行! 大岡越前 第10話「油問屋山崎屋の一件」（2005年、EX） - 辰造
- ドラゴン桜 第9話「信じろ! 成績は必ず上がる」（2005年、TBS）
- 水曜ミステリー9（TX）
  - 警察署長・たそがれ正治郎（2005年） - 警視庁東日本橋警察署 刑事課長 高木
  - 警察署長・たそがれ正治郎2 隅田川殺意の連鎖（2006年） - 警視庁東日本橋警察署 刑事課長 高木
  - 署長たそがれ正治郎3 隅田川殺人模様（2006年） - 警視庁東日本橋警察署 刑事課長 高木
  - 松本清張特別企画・張込み（2011年） - 堂島浩二
  - 検事・沢木正夫 第三の容疑者（2013年） - 堂本圭次郎
  - 森村誠一サスペンス 刑事の証明7（2014年） - 白石義三
  - 横山秀夫特別企画 永遠の時効（2014年） - 安土
- 野ブタ。をプロデュース PRODUCE 8「いじめの正体」（2005年、NTV）
- 輪舞曲（2006年、TBS） - 樋口管理官
- 「超」怖い話（2006年、KBS） - 主演・三島茂男
- 新・科捜研の女 第3シリーズ File.2「捜査日誌の罠! 覆面パトカー空白の30分」（2006年、EX） - 味谷進
- 恋愛小説 / 月のしずく（2006年、TBS）
- 逃亡者 おりん 第3話「哀しみの乙女恋唄」（2006年、TX） - 源太夫
- 火曜ドラマゴールド / 警視庁鑑識課<第9班> ミッドナイトブルー（2006年、NTV） - 高岡清志
- 白虎隊（2007年、EX） - 西郷隆盛
- 大河ドラマ（NHK）
  - 風林火山 - 第8話「奇襲! 海ノ口」（2007年） - 平賀源心
  - 天地人（2009年） - 柴田勝家
  - 平清盛（2012年） - 三浦義明
- スリルな夜〜子育ての天才〜（2007年、CX） - 日山龍一
- 月曜ゴールデン（TBS）
  - 駅弁刑事・神保徳之助 旅情みちのく殺人紀行（2007年） - 片桐信治（刑事）
  - 駅弁刑事・神保徳之助3〜春の房総殺人事件（2009年） - 片桐信治（刑事）
  - 刑事シュート しゅうと&ムコの事件日誌2（2010年） - 石山隆（闇金業者）
  - 女取調官2（2012年） - 千田刑事
- 八州廻り桑山十兵衛〜捕物控ぶらり旅 - 第8話「これが最後の八州廻り!! 待っていた5人の容疑者」（2007年、EX） - 七蔵
- 刺客請負人 第2話「赤穂遺臣」（2007年、TX） - 河内五郎左衛門
- スシ王子! 第5話「倒せ! 真空千手握り」、第6話「立ち上がれ! 勝浦の心」（2007年、EX） - 河原狩舞会若頭 十文字
- ネコナデ（2008年、KBS） - 石黒
- 刑事の現場 第4話「バスジャック」（2008年、NHK） - 広瀬徹
- 逃亡者おりん・紅蓮の巻（2008年、TX） - 羅神
- 天国のスープ（2008年、WOWOW） - 杉村家の父
- 必殺仕事人2009 第11話「仕事人、死す!!」（2009年、ABC） - 以蔵
- 鬼平犯科帳スペシャル 雨引の文五郎（2009年、CX） - 落針の彦蔵
- オトコマエ!2 第11回「損して得とれ」（2009年、NHK） - 大坂屋加茂兵衛
- ジロチョー 清水の次郎長維新伝（2010年、TX） - 沼津の甚五郎
- 金曜プレステージ（CX）
  - 十津川刑事の肖像2（2010年、CX） - 東京都副知事 森下清人
  - 女医・倉石祥子〜死の点滴〜（2012年）
  - 秋葉京介探偵事務所（2012年） - 運転手
  - ドルチェ（2012年） - 里谷俊彦
  - 積木くずし 最終章 第1夜（2012年） - 宮下弁護士
  - 警部補・佐々木丈太郎6（2013年） - 寺西功
  - 強行犯係・魚住久江〜ドルチェ2（2013年） - 里谷俊彦
  - 所轄刑事9 （2014年） - おでん屋
- 土曜ドラマ / チェイス〜国税査察官〜 - 第1回「カリブの手品師」（2010年、NHK） - 咲田善幸
- ホンボシ〜心理特捜事件簿〜（2011年、EX） - 倉元吾郎
- 告発〜国選弁護人 第4話「二つの顔を持つ女」、第5話「記憶を消した女」（2011年、EX） - 河辺忠一
- 相棒                                                                      ⚪︎Season 9 第11話「死に過ぎた男」（2011年、EX） - 島田雄一　　　　　　　　⚪︎Season 22 第16話「子ほめ」（2023年、EX）-根津幸作
- 土曜プレミアム / 最後の絆 沖縄・引き裂かれた兄弟 〜鉄血勤皇隊と日系アメリカ兵の真相〜（2011年、CX）
- 水戸黄門第43部 第2話「人情長屋で待つ女 -品川-」（2011年、TBS） - 大松助五郎
- たぶらかし-代行女優業・マキ- 最終話「マキ、最後の舞台」（2012年、YTV） - 南原満
- SUMMER NUDE（2013年、CX） - 桐畑翔
- 鍵のかかった部屋SP（2014年1月、CX）
- 特集ドラマ / 生きたい たすけたい（2014年、NHK） - 熊谷茂男
- トクボウ 警察庁特殊防犯課 第6話「警察の闇が動き出す!?」（2014年、YTV） - ツルイ警備 特別部隊 第一師団隊長 毒島
- 素敵な選TAXI 第4話「金と欲の選択肢 拾った宝くじが1億円!? 金と欲の選択肢」（2014年、KTV） - 速水
- 連続ドラマW / 贖罪の奏鳴曲 （2015年、WOWOW） - 高城清助
- ヤメゴク〜ヤクザやめて頂きます〜 第5話「親の愛、友の情」（2015年、TBS） - 神鳥組長
- 月曜名作劇場（TBS）
  - 横山秀夫サスペンス 刑事の勲章（2016年） - 群馬県警高田警察署 署長 警視 漆原清司
  - 女取調官4（2016年） - 山下淳二
- 百合子さんの絵本 〜陸軍武官・小野寺夫婦の戦争〜（2016年、NHK） - 岡山信之
- ドラマスペシャル / 巨悪は眠らせない 特捜検事の逆襲（2016年、TX） - 大神信介
- 絶狼-ZERO- -DRAGON BLOOD- 第3話「拳銃」（2017年、TX） - ハルカワ
- 浅田次郎 プリズンホテル（2017年、BSジャパン） - 黒田旭
- 連続ドラマW / 石つぶて～外務省機密費を暴いた捜査二課の男たち～（2017年、WOWOW） - 警視庁第四知能犯三係 主任 羽左間克男
- フラーハウス（2017年、Netflix） - ドラゴン
- バイプレイヤーズ 〜もしも名脇役がテレ東朝ドラで無人島生活したら〜 第1話「バイプレイヤー、無人島に暮らす」、第2話「バイプレイヤーの眠れない日常」（2018年、TX） - 菅田俊（本人役）
- ミッドナイト・ジャーナル 消えた誘拐犯を追え! 七年目の真実（2018年、TX） - 飯田清次
- 義母と娘のブルース 第2話「最愛の娘の家出!? そして私は制服を脱ぐ」、第4話「私達は契約結婚か!? 最愛の娘と夏の奇跡…夫が決めた愛の形!」（2018年、TBS）
- 極道めし 第2話「涙の野沢菜めし」（2018年、BSジャパン） - 服部刑事
- 刑事ゼロ スペシャル（2019年9月15日、テレビ朝日） - 六甲スカイヴィラ 料理長 板橋志朗
- 陰陽師 (2020年のテレビドラマ)（2020年） - 平将門
- バイプレイヤーズ～名脇役の森の100日間～（2021年）
- 天国と地獄〜サイコな2人〜（2021年） - 「プロセーブ綜合警備保障」社長 久米正彦
- TOKYO VICE（2022年、HBO Max・WOWOW） - 石田組組長 石田仁志

### 映画
- 制覇（1982年10月30日、東映） - 中原宏
- 汚れた英雄（1982年、東映）
- 人生劇場（1983年、東映） - 学生
- 北の螢（1984年、東映） - 囚人C
- 修羅の群れ（1984年、東映）
- 黒いドレスの女（1987年、東宝）
- あぶない刑事（1987年、東映） - 豹藤幸次郎
- ころがし涼太 激突!モンスターバス（1988年、シネ・ロッポニカ） - 豹藤
- バカヤロー!2 幸せになりたい。（1989年、松竹）
- ウォータームーン（1989年、東映） - 栗林政治
- ふうせん（1990年、東映） - 吉岡隼人
- あさってDANCE（1991年、大映） - 長谷川
- ブロウバック2 真夜中のギャングたち（1991年、ジャパンホームビデオ）
- 獅子王たちの夏（1991年、東映） - 関東坂上一家 村井組組員 立花精一
- ハネムーンは無人島（1991年、松竹） - 小田みつる
- 無能の人（1991年、松竹富士）
- 事件屋稼業（1992年、ジャパンホームビデオ） - 主演・深町丈太郎（探偵）
- ファンキー・モンキー・ティーチャー2 東京進攻大作戦（1992年、東映） - 杉本
- 姐 極道を愛した女・桐子（1993年、ケイエスエス） - 陣
- NOBODY（1994年） - カメラマン
- 裏ゴト師（1995年、パル企画） - 山辺耕作
- 修羅がゆく（1995年、ヒーロー） - 岸田組幹部 黒田祐司
- 斬り込み（1995年、イメージファクトリー・アイエム） - 石神新三の父親
- 勝手にしやがれ!! 強奪計画（1995年、ケイエスエス） - 松浦望
- 復讐の帝王（1995年、シネマパラダイス） - 吉野元
- 餓狼伝（1995年、日本ビクター=東北新社） - 姫川勉
- シャブ極道（1996年、大映） - 加納亨
- イカせたい女（1996年、国映=新東宝映画）
- でべそ（1996年、ビジョンスギモト=マクザム） - 谷川
- ORGAN（1996年、オルガンヴィトー） - 中西
- Morocco 横浜愚連隊物語（1996年、ムービームラザース） - 稲山組代貸
- 渇きの街（1997年、ケイエスエス） - 隅谷和広
- 恋と花火と観覧車（1997年、松竹） - 空港警備員
- 復讐 消えない弾痕（1997年、ケイエスエス） - 吉岡俊
- 蜘蛛の瞳（1998年、大映） - 日沼
- JOKER 疫病神（1998年、ギャガ） - 黒川
- 修羅がゆく8 首都血戦（1998年、東映ビデオ） - 元・岸田組幹部 黒田祐司
- 蘇える金狼（1998年、ギャガ） - 吉田
- チャカ LONELY HITMAN（1998年、ビジョンスギモト） - 深沢
- 新唐獅子株式会社（1999年、ギャガ） - 江崎
- 制覇（1999年3月5日、大映） - 都城組幹部 加賀見良法
- Danger de mort ダンジェ 破滅への暴走（1999年、ギャガ）
- BLOOD（1999年、日活） - 隊員
- ニンゲン合格（1999年、大映） - 吉井真一郎
- 新・極道渡世の素敵な面々 きりとりブルース（1999年、ムービーブラザース） - 石丸
- ヒート・アフター・ダーク（1999年、日活） - 加藤
- 日本黒社会 LEY LINES（1999年、大映） - 刑事
- チャカ2（1999年、ビジョンスギモト） - 深沢
- 凶犯（1999年、ビジョンスギモト） - 田所
- 御法度（1999年、松竹） - 篠原泰之進
- 極道血風録 無頼の紋章（2000年、大映） - 「瓶の底」マスター
- クラヤミノレクイエム（2000年、STRAYDOG） - 組長[28]
- 富江replay（2000年、東映） - 森田健三
- 回路（2001年、東宝） - 社長
- 女帝 SUPER QUEEN（2001年、ムービーテレビジョン） - 篠原徳治（五条烏丸会若頭）
- ワニ女の逆襲（2001年、ジャパンホームビデオ） - 校長
- 実録・夜桜銀次（2001年、東映 = 東映ビデオ） - 山形六郎
- 実録・夜桜銀次2 九州進攻作戦鮮血秘話（2001年、東映ビデオ） - 山形六郎
- 殺し屋1（2001年、東映） - 高山
- GUN CRAZY 復讐の荒野 A WOMAN FROM NOWHERE（2002年、巴里映画=キュームービー） - 高良修平
- 無問題2（2002年、バンダイビジュアル） - 太田一夫
- DRIVE（2002年、日本ヘラルド映画）
- MSTRBTN ミスターバッテン（2002年、新宿テアトル）
- 新・仁義の墓場（2002年、大映） - 西崎俊
- 修羅のみち5 東北（みちのく）殺しの軍団（2002年、東映ビデオ） - 仙台・冬木組組長 冬木太一郎
- 凶気の桜（2002年、東映） - 近藤昭平
- AIKI（2002年、日活） - 法月流拳法師範
- 姐御 ANEGO（2003年、東映ビデオ） - 黒田重信
- 武勇伝（2003年、アートポート） - 樋浦修
- 烈風 ACTION!?（2003年、ケイエスエス） - ボス
- ALIVE アライヴ（2003年、クロックワークス） - 松田
- キル・ビル Vol.1（2003年、ギャガ） - 弁田組長 ※アメリカ映画
- ラスト サムライ（2003年、ワーナー・ブラザース） - 中尾 ※アメリカ映画
- HEAT-灼熱-（2004年、ケイエスエス） - 藤巻
- 疾風 Basement Fight（2004年、ケイエスエス） - 主催者
- あゝ!一軒家プロレス（2004年、ソフト・オン・デマンド） - 安藤
- IZO（2004年、チームオクヤマ） - 僧兵一
- 殺人ネット（2004年、オールインエンタテインメント）
- 稀人（2004年、ユーロスペース） - 黒ずくめの男
- 月猫に蜜の弾丸（2004年、ユーロスペース） - 追分
- イズ・エー（2004年、オールインエンタテインメント） - 花村護
- レディ・ジョーカー（2004年、東映） - 安西刑事
- ゴーストシャウト（2004年、東京テアトル） - 外古葉雄一
- 極道の妻たち 情炎（2005年、東映ビデオ） - 菅沼組幹部
- 同じ月を見ている（2005年、東映） - 杉山譲治
- 疾走（2005年、角川映画） - シュウジの父
- TKO HIPHOP（2005年、アートポート） - 杉山
- 戦 IKUSA（2005年、バイオタイド） - 久保田寛
- 愛してよ（2005年、マジックアワー=ステューディオスリー） - タカシの父
- ガッツ伝説 愛しのピット・ブル（2006年、ガッツ伝説製作委員会） - 葉介
- ポチの告白（2006年、グランカフェ・ピクチャーズ） - 主演・竹田八生
- 恋するイノセントマン（2006年、映像舞台企画集団ハルベリー） - ヒラミキシロウ
- どろろ（2007年、東宝） - 火袋
- となり町戦争（2007年、角川映画） - 矢加部岩恒（舞坂町町長）
- 公安警察捜査官（2007年、アートポート） - 外事課 キリシマ
- ゼロ・ウーマンR 警視庁0課の女/欲望の代償（2007年、竹書房）
- 監督・ばんざい!（2007年、東京テアトル=オフィス北野） - 久松
- キャプテン（2007年、トルネード・フィルム） - 権藤
- GROW 愚郎（2007年、チェイスフィルム エンタテインメント） - 佐藤鉄治
- 魁!!男塾（2008年、ゼアリズエンタープライズ） - 鬼髭
- Sweet Rain 死神の精度（2008年、ワーナー・ブラザース映画）
- ダーク・ラブ 〜Rape〜（2008年、ケイ・エム・プロデュース） - 坂上刑事
- 泪壺（2008年、アートポート） - 周吾
- カメレオン（2008年、東映）
- JOHNEN 定の愛（2008年、東映ビデオ） - カサハラ
- 休暇（2008年、リトルパレード） - 坂本富美男
- 世界で一番美しい夜（2008年、ファントム・フィルム） - 原田組長
- 地球でたったふたり（2008年、彩プロ） - 谷田
- うん、何?（2008年、護縁） - 須賀伊佐郎
- 東京残酷警察（2008年、SPOTTED PRODUCTIONS） - 西東京支部 署長
- 陰獣（2008年、ファインフィルムズ） - 京都府警 藤警部 ※フランス映画
- 地球でたったふたり（2008年）
- 禅 ZEN（2009年、角川映画） - 公仁
- 約束の地（2009年、エイベックス・エンタテインメント） - 春風元治
- スリーカウント（2009年、FAITHentertainment） - 佐伯三郎
- 幼獣マメシバ（2009年、AMGエンタテインメント） - 巻杜生
- 蟹工船（2009年、C&Iエンタテインメント） - 畑の役人
- BALLAD 名もなき恋のうた（2009年、東宝） - 野武士の儀助
- 白日夢（2009年、アートポート） - 露木
- 湾岸ミッドナイト THE MOVIE（2009年、ジョリー・ロジャー） - 黒佐
- TOCHKA（2009年、TOCHKA UNION） - 主演・男
- あばしり一家（2009年、TMC） - あばしり駄ェ門
- 沈まぬ太陽（2009年、東宝） - 志方達郎
- ランニング・オン・エンプティ（2010年、アムモ） - ヒデジの父親
- Lost & Found（2010年、ブラウニー） - 主演・富樫
- ランウェイ☆ビート（2010年、松竹）
- 誘拐ラプソディー（2010年、角川映画） - 桜田
- ロストクライム -閃光-（2010年、角川映画） - 宍倉文平（強行犯第三係 係長）
- 憐れみムマシカ（2010年、ジェリーフィッシュフィルム） - 西村町長
- ヘヴンズ ストーリー（2010年、ムヴィオラ） - 鈴木
- 行きずりの街（2010年、東映） - 大森幸生
- これでいいのだ!!映画★赤塚不二夫（2011年、東映）
- 阿部定 〜最後の七日間〜（2011年、GPミュージアムソフト=新東宝映画） - 浦川刑事
- CUT（2011年、ビターズ・エンド） - 正木
- BUNRAKU（2012年、松竹） ※アメリカ映画
- どんずまり便器（2012年、イマージュ エクスプロ） - 青木
- 汚れた心（2012年、アルバトロス・フィルム=インターフィルム） ※ブラジル映画
- Playback（2012年、DECADE）
- アウトレイジ ビヨンド（2012年、ワーナー・ブラザース映画） - 山王会幹部 岡本
- 北のカナリアたち（2012年、東映） - 社長
- ストロベリーナイト（2013年、東宝）
- サンゴレンジャー（2013年、マーブルフィルム）
- ニンジャ・アベンジャーズ（2013年、ポニーキャニオン） - ゴロー ※アメリカ映画
- 平成ライダー対昭和ライダー 仮面ライダー大戦 feat.スーパー戦隊（2014年、東映） - 村雨良 / 暗闇大使
- 鷲と鷹（2014年、オールインエンタテインメント）
- 25 NIJYU-GO（2014年） - 南部（田神組組長の兄貴分）
- Bad Moon Rising（2015年）　- ケイジ
- GONIN サーガ（2015年、KADOKAWA=ポニーキャニオン） - 松浦譲
- ズタボロ（2015年、東映） - 神山
- 沈黙 -サイレンス-（2016年、パラマウント=KADOKAWA） - サムライ・コマンダー ※アメリカ映画
- 64 -ロクヨン-前編・後編（2016年5月7日・2016年6月11日） - ロクヨン捜査班・漆原
- 太陽の蓋（2016年、太秦） - 横山誠三
- たたら侍（2017年、LDH PICTURES） - 佐吉
- ビジランテ（2017年、東京テアトル） - 神藤武雄
- 蝶の眠り（2017年、KADOKAWA） - 綾峰龍二
- ホペイロの憂鬱（2018年、トラヴィス） - 御子柴
- 菊とギロチン（2018年、トランスフォーマー） - 丸万
- クロガラス1（2019年） - 加奈井
- クロガラス2（2019年） - 加奈井
- ヤクザと家族 The Family（2021年） - 柴咲組舎弟頭 竹田誠
- モルエラニの霧の中（2021年） - 橋本雄吉
- バイプレイヤーズ 〜もしも100人の名脇役が映画を作ったら〜（2021年）
- 明日の食卓（2021年5月28日、KADOKAWA / WOWOW） - 藤崎恒雄[29]
- ねばぎば 新世界（2021年） - 鷲尾正吉（医者）
- クロガラス3（2021年） - 加奈井
- クロガラス0（2021年） - 加奈井
- 護られなかった者たちへ（2021年10月1日、松竹）
- ヌーのコインロッカーは使用禁止（2022年2月19日）
- ちょっと思い出しただけ（2022年2月11日）
- 鳩のごとく 蛇のごとく 斜陽（2022年11月4日）
- かかってこいよ世界（2023年8月25日）[30] - ミニシアター「白鯨坐」経営 設楽正一
- Welcome Back（2025年1月10日）[31]

### Vシネマ
- 狙撃2 THE SHOOTIST（1990年、東映Vシネマ）- 川崎誠
- ブロウバック 真夜中のギャングたち（1990年、ジャパンホームビデオ）
- 野獣駆けろ（1990年、東映ビデオ） - 前川
- 極道ステーキ（1991年、東映ビデオ）
- 特命警察 盲目刑事（1991年、パック・イン・ビデオ） - 五朗
- LONG GOOD-BYE VENUS スウィート・スキャンダル 激射!! ソープランド講座（1992年、ジャパンホームビデオ）
- けっこう仮面3（1993年、ジャパンホームビデオ）
- 新書ワル2 挑戦篇（1993年、ビデオチャンプ）
- ろくでなし LAST DOWN TEN（1993年、東映ビデオ）
- 仁義なきイレブン（1993年、ケイエスエス）
- 青い豹 最も危険なヒットマン（1994年）
- どチンピラ8（1994年、セイヨー）
- はいすくーる仁義√3 さらば情二（1994年、大映）- ニコライ
- 難波金融伝・ミナミの帝王5 キタの女闇金（1994年、ケイエスエス）
- 闘龍伝（1995年、SHSプロジェクト）
- 日本極道史 残侠の盃（1995年、SHSプロジェクト）
- 特攻! ヤンママ仁義（1995年、東映ビデオ）
- 女飼い2（1995年、ビームエンタテインメント） - 主演・秋島竜次
- 仁義シリーズ（日本映像）
  - 仁義6 全面報復戦争（1995年） - 横山
  - 仁義20 裏切りの報酬（1999年）
  - 仁義 序章（2001年）
  - 仁義41 非情の掟（2004年） - 岩倉
  - 仁義49 極道最終戦争（2007年）
- フェラーリ 最高速バトル（1996年、大映）
- 監禁逃亡 淫肉狩り（1996年、ジャパンホームビデオ） - 安斎（宝石ブローカー）
- ビー・バップ・ハイスクール シリーズ（東映ビデオ） - 島崎巡査部長（鬼島）
  - BE-BOP-HIGHSCHOOL 3 不良少年人生問答（1996年6月）
  - BE-BOP-HIGHSCHOOL 武闘派番長・血闘篇（1997年12月）
  - BE-BOP-HIGHSCHOOL 愛徳・立花死闘篇（1998年2月）
  - BE-BOP-HIGHSCHOOL 血染めの学ラン・殉愛篇（1998年9月）
  - BE-BOP-HIGHSCHOOL 頂上作戦・不良狩り篇（1998年11月）
- 我が胸に凶器あり（1996年、ケイエスエス）
- 湘南武闘派高校伝（1997年、ケイエスエス）
- 平成極道伝 阿修羅が斬る!（1997年、ケイエスエス）
- あやまり稼業（1997年、ミュージアム）
- 大阪最強伝説 喧嘩の花道3（1997年、ケイエスエス）
- 新・静かなるドン（ケイエスエス） - 猪首硬四郎
  - 新・静かなるドン（1997年）
  - 新・静かなるドン2（1997年）
  - 新・静かなるドン3（1998年）
  - 新・静かなるドン4（1998年）
  - 新・静かなるドン5（1998年）
  - 新・静かなるドン6（1998年）
- 極道戦国志 不動2（1997年、タキコーポレーション）
- 難波金融伝 ミナミの帝王 長編5時間版（1998年、ケイエスエス）
- 密告 マル暴裏捜査（1998年、東映ビデオ）
- 俺の空 刑事編（1998年、タキコーポレーション）- 田村政春
- 平成残侠伝 血刃が吼える!（1998年、、東映ビデオ）
- 安藤組外伝 群狼の系譜3（1999年、東映ビデオ）
- 平成残侠伝 血闘（1999年、東映ビデオ）
- 本気! 13 任侠編（1999年、日本映像）
- 熱血!二代目商店街（1999年・2000年） - 杉本寛治（電機店）
- ながれもの 横浜極道戦争（2000年、東映ビデオ）
- 雀狼伝 必殺! 亜空間殺法（2000年、ミュージアム）
- ながれもの2 横浜極道戦争（2000年、東映ビデオ）
- DOG FIGHT 野良犬たちの挽歌（2000年、東映ビデオ）
- 浪花の雀刺 勝負（2001年、アンカー・ビュジュアルネットワーク） - 若井エイジ（鬼山会の代打ち）
- あ・キレた刑事（2001年、東映ビデオ） - 主演・刑事 白川甫
- 侠道6 完結編（2001年、東映ビデオ）
- 極道任侠道 夜叉の舞い（2001年、レジェンド・ピクチャーズ）
- あやまり屋稼業（2001年、ミュージアム）
- 渋谷ミッドナイト・ウォー 暗黒街（2001年、ミュージアム） - 刑事部長
- 本気!21 悲愁編（2002年、日本映像）
- 首領の女（2002年、ミュージアム）全3作 - 坂口組藤堂組若頭 川島健二
- 愚連隊の神様 万寿十一伝説 紅蓮（2002年、竹書房） - 黒神会 鬼沢
- 愚連隊の神様 万寿十一伝説 紅蓮〜大阪からの刺客〜（2002年、竹書房） - 黒神会 鬼沢
- 極妻仁侠道 夜叉絶叫（2002年、レジェンド・ピクチャーズ）
- 野良犬（2002年、GPミュージアム） - 井坂狂三郎
- 実録・日本極道列伝 極道者（2002年、タキ・コーポレーション）
- 風魔忍群 血蜘蛛の十蔵（2003年、ケイエスエス）
- 昭和博徒外伝（2003年、ジーダス）
- エリ 従姉弟関係（2003年、マックス・エー）
- 極道甲子園（2004年、GPミュージアム） - 鷹島組長
- 炎と氷1,2（2004年、GPミュージアム）全2作 - 矢切組若頭 花島俊之
- 修羅の門（2005年、GPミュージアム） - 刑事
- MURAMASA ムラマサ 六の章 黄龍（2005年、松竹） - 獄堂
- 若妻探偵 ワイルドハニー（2005年、ビデオメーカー）
- 女囚 07号玲奈（2006年）
- 最後の侠客（2006年、GPミュージアム）
- 首領がゆく（2006年、GPミュージアム） - 刑事
- 女囚07号 玲奈（2006年、アートポート）
- 極道忍法帖（2006年、エースデュース）
- ミックスジュースな物語（2006年、ティーエムシー）
- ビジネスマン必勝講座 ヤクザに学ぶ経済戦術（2007年、GPミュージアム）実例1「A会B組系列K組東京事務所責任者T組長の交渉戦術」 - A会K組 T組長
- 覇道（2008年、GPミュージアム）
- 覇道 完結編（2008年、GPミュージアム）
- 実録・無敵道 完結編（2008年、GPミュージアム） - 滝谷組 久保山
- 忍術伝 NINJA STAR（2009年） - 親父殿（風魔忍者）
- 拳 FIST（2009年、エースデュース）
- 狼の流儀（2012年、アルバトロス） ※プロデューサー兼任
- 首領の道（2014年- 2015年、オールインエンタテインメント） - 六代目山邑会会長 津野田
  - 首領の道12（2014年）
  - 首領の道13（2014年）
  - 首領の道14（2015年）
  - 首領の道 完結編（2015年）
- 一族の絆（2014年、オールインエンタテインメント） - ハマオカ組幹部 オオヌキ（西神の兄弟分）
- 裏社会の男たち（オールインエンタテインメント） - W・R・C理事長 田村
  - 裏社会の男たち（2015年）
  - 裏社会の男たち 第二章（2016年）
  - 裏社会の男たち 第三章（2016年）
  - 裏社会の男たち 第四章（2016年）
  - 裏社会の男たち 第五章（2016年）
  - 裏社会の男たち 最終章（2016年）
- CONFLICT 〜最大の抗争〜（オールインエンタテインメント） - 天道会総本部長 大谷組組長 大谷幸三
  - CONFLICT ～最大の抗争～ 第一章 勃発編（2016年）
  - CONFLICT ～最大の抗争～ 第二章 終結編（2016年）
  - CONFLICT 〜最大の抗争〜 第六章（2019年）
  - CONFLICT ～最大の抗争～ 第七章（2019年）
  - CONFLICT ～最大の抗争～ 第八章（2019年）
- 強者(ツワモノ) 1-3（2016-2017年、オールインエンタテインメント） - 真霧会会長 真佐臣
- 日本統一（2016年 - 、オールインエンタテインメント） - 七代目丸打組組長 三田太源
  - 日本統一18-20（2016年-2017年） - 初代丸神連合理事長
  - 日本統一21-35,39-44,47-54（2017年-） - 二代目丸神会会長
  - 日本統一外伝 田村悠人1,2（2021年） - 二代目丸神会会長
- 裏切りの仁義（2017年、オールインエンタテインメント） - 啓仁会若頭補佐 三浦組組長 三浦誠司
- 裏切りの仁義2（2017年、オールインエンタテインメント） - 啓仁会会長代行・若頭 三浦組組長 三浦誠司
- 虎狼の群れ1,2（2017年、オールインエンタテインメント）全2作 - 主演・火浦署刑事二課暴力犯係主任 加倉政司
- 狂犬と呼ばれた男たち 大阪ヤクザ戦争（2017年） - 倭心会会長 平野
- 極道天下布武 第四幕 第五幕（2017年・2018年、オールインエンタテインメント） - 甲斐 武部組組長 武部信玄
- 任侠哀歌(エレジー)1,2,3（2018年、オールインエンタテインメント）全3作 - 中央警察署 4課 刑事 石橋
- YOKOHAMA BLACK5-6（2018年、オールインエンタテインメント）[32] - 神奈川相模睦連合 黒剣一家幹部 蝶野茂雄
- 侠の絆1-3（2018年、オールインエンタテインメント）全3作 - 藤澤組組長 藤澤健悟（慎之介の父）
- 疵と掟2（2018年、オールインエンタテインメント） - 萬田会会長 宇田川善朗
- キングダム 〜首領になった男〜（2019年、オールインエンタテインメント） - 虎牙一家総長 剣崎虎之介
- ヒットマン1,2（2020年、オールインエンタテインメント） - うどん屋の大将
- 下町任侠伝 鷹1-7（2020-2022年、オールインエンタテインメント） - 八代目侠栄一家組員 村雨剛太（ゴウさん）
- CONNECT 覇者への道（2024年） - 横浜 東洋会会長 向井重政

### 配信
- ギーツエクストラ 仮面ライダータイクーン meets 仮面ライダーシノビ（2023年6月18日、東映特撮ファンクラブ） - 村雨良 / 仮面ライダーZX[27]
- 幸せカナコの殺し屋生活（2025年2月28日、DMM TV）[33]
- CONNECT 覇者への道（2025年6月25日 - 、U-NEXT） - 横浜 東洋会会長 向井重政[34]

### 舞台
- おちょこの傘持つメリー・ポピンズ（1984年、状況劇場）
- ジャガーの眼 （1985年、状況劇場）
- 少女都市からの呼び声（1985年、状況劇場 / 1988年、唐組）
- 手紙（1990年、打打芝居）
- 偽エカシの筏（1993年、打打芝居）
- カノン1998（1998年、STRAYDOG）
- TOKI -地下鉄に風、吹き抜けて-（2001年、|劇団東京倶楽部）
- 黒い雨 死海の義和団（2006年、劇団東京倶楽部）
- Waiting for the Sun 天気待ち（2007年、キティ プロデュース） - 中西秀和
- Blue Bottle 蒼蝿（2007年、劇団東京倶楽部）
- クリフ パーティ（2010年、劇団PATHOS PACK） - 老人

### CM
- アメリカン・エキスプレス
- ロート製薬 ロートV40
- am/pm
- 綜合警備保障
- 全労済こくみん共済 - 向井理の父
- スカパー - 木下ほうかと共演
- ビズリーチ「即戦力採用ならビズリーチ」篇（2016年2月 - ） - 社長[35]

### 吹き替え
- フルメタル・ジャケット（アニマルマザー〈アダム・ボールドウィン〉）
- ワイルドスピード（ドミニク・トレッド〈ヴィン・ディーゼル〉）※テレビ朝日版

### ゲーム
- 龍が如くシリーズ（セガゲームス） - 林弘
  - 龍が如く（2005年12月8日）
  - 龍が如く2（2006年12月7日） - 林弘、倉橋渉
  - 龍が如く OF THE END（2011年6月9日）
  - 龍が如く 維新!（2014年2月22日） - 武田観柳斎[36]
  - 龍が如く 極（2016年1月21日[37]）
  - 龍が如く 極2（2017年12月7日）
  - 龍が如く ONLINE（2018年11月21日）
- 仮面ライダーバトル ガンバライド（2009年11月19日、バンダイナムコエンターテインメント） - 仮面ライダーZX
  - 仮面ライダーバトル ガンバライジング（2014年3月6日）
  - 仮面ライダーバトル ガンバレジェンズ（2023年）

### PV
- フラワーカンパニー「元少年の歌」(2010年)
- 遊助「いるよ」（2014年）

### その他
- 仮面ライダーZX （1982年、雑誌への写真連載） - 村雨良
- ZVP（座頭市vsプレデター）（2017年12月9日配信 Youtube / ブラスト制作 ファンムービー） - 座頭市